# Muzeum Częstochowskie
Muzeum Częstochowskie – muzeum w Częstochowie. Jest najstarszą instytucją kulturalną regionu częstochowskiego. Odgrywa istotną rolę w jego życiu społecznym i kulturalnym, wpływa znacząco na tradycję i historię. 
Siedziba dyrekcji Muzeum Częstochowskiego mieści się w Galerii Dobrej Sztuki przy Al. NMP 47 w Częstochowskie

## Obiekty wystawiennicze
Muzeum Częstochowskie dysponuje wieloma obiektami wystawienniczymi.

### Ratusz
Najbardziej reprezentacyjny budynek Muzeum. Powstał w roku 1828 dla potrzeb administracji powiększającego się, poprzez połączenie Starej i Nowej Częstochowy, miasta. Zbudowany został w stylu późnoklasycystycznym, na planie kwadratu, z dwoma bocznymi pawilonami mieszczącymi odwach i nieistniejący dziś areszt. Od roku 1967 mieści się w nim siedziba Muzeum Częstochowskiego. W 2006 roku budynek Ratusza został poddany gruntownym remontom, w wyniku których przystosowano go dla potrzeb osób niepełnosprawnych i wyposażono w windę. Dobudowano w nim także wieżę widokową, z której można oglądać panoramę miasta. W Ratuszu prezentowana jest stała wystawa historyczna „Dzieje Miasta Częstochowy”, ekspozycje z cyklu Gabinet Wybitnych Częstochowian oraz wystawy zmienne.

### Galeria Dobrej Sztuki
Galeria Dobrej Sztuki, Al. NMP 47 – zabytkowa kamienica zbudowana w 1875 roku w stylu klasycystycznym, pierwotnie posiadająca bramę wjazdową na dziedziniec. Początkowo była siedzibą duchowieństwa prawosławnego, stąd jej nazwa – Popówka; później domem biskupa rzymskokatolickiego.
W latach międzywojennych stacjonowało tu dowództwo 7 Dywizji Piechoty, a po 1945 roku do lat 70. XX wieku Powiatowy Sztab Wojskowy. W roku 1973 obiekt przekazano Muzeum Częstochowskiemu z przeznaczeniem na stałą wystawę malarstwa polskiego, prezentowaną do 1996 roku. Potem Galerię zamknięto. Po kilkunastoletniej przerwie spowodowanej remontem obiektu i zmianą jego funkcji wystawa dzieł sztuki polskiej powróciła do Popówki. Od 2013 roku można tutaj zwiedzać stałą wystawę malarstwa i grafiki polskiej zatytułowaną „Sztuka Polska XIX i XX wieku” oraz wystawy zmienne.

### Pawilony Wystawowe w Parku ks. Stanisława Staszica
Pawilony Wystawowe w Parku ks. Stanisława Staszica – wybudowano je w 1909 roku w ramach organizowania Krajowej Wystawy Przemysłu i Rolnictwa. Kompleks użytkowany przez Muzeum Częstochowskie składa się z Pawilonu Wystawowego zbudowanego na siedzibę Muzeum Higienicznego, Zagrody Włościańskiej i Pawilonu Przemysłu Ludowego, tzw. Spichlerza Polskiego.
Pawilon Wystawowy – kapitalny remont obiektu przeprowadzono w latach 1996–2000. Pawilon Wystawowy wybudowany został na Wystawę Przemysłu i Rolnictwa w 1909 roku. Niegdyś siedziba Muzeum Higienicznego; obecnie mieszczą się tu sale wystawowe Muzeum Częstochowskiego. W latach 1996–2000 przeprowadzono generalny remont, zachowując pierwotną  formę budynku o charakterze eklektycznym. Jest to piętrowy gmach z dwiema salami i półpiętrem przeznaczonymi na czasowe ekspozycje muzealne.

### Muzeum Górnictwa Rud Żelaza
Obiekt Muzeum Częstochowskiego utworzony w latach 1974–1976 w podziemnych korytarzach przypominających prawdziwe wyrobiska kopalniane. Wyremontowany w 2008 roku staraniem środowisk górniczych, ponownie udostępniony do zwiedzania. W zbiorach wyposażenie z kilku kopalni regionu częstochowskiego: Rudniki, Wręczyca, Barbara i Szczekaczka w Brzezinach. Maszyny i narzędzia ukazujące pracę górników, a także historyczne metody wydobywania rud żelaza, uzupełnione o prezentacje multimedialne oraz filmy, tworzą stałą ekspozycję zatytułowaną „Dzieje Górnictwa Rud Żelaza”.

Obiekt wpisany na listę Szlaku Zabytków Techniki Województwa Śląskiego.

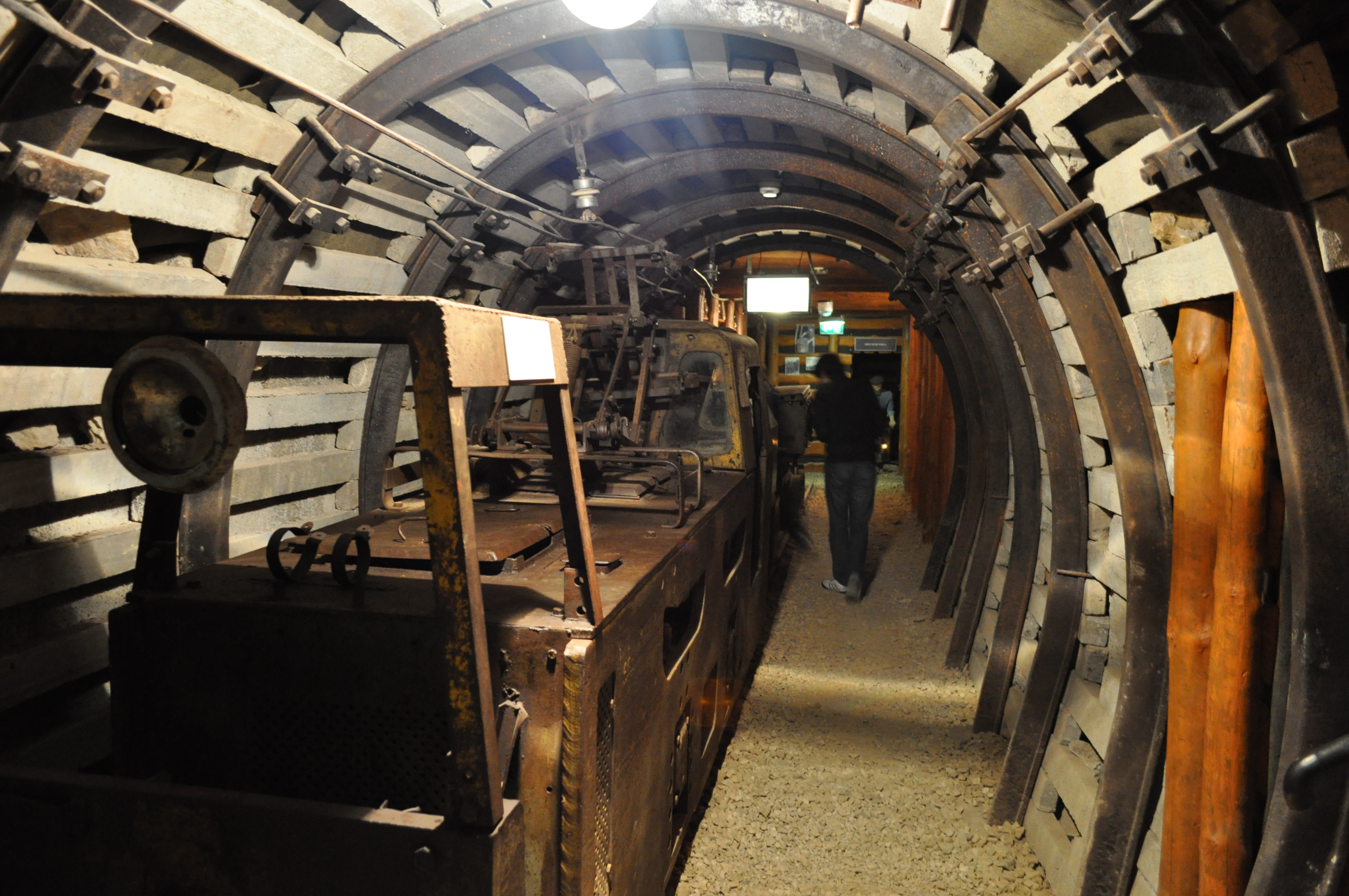
Korytarz w muzeum
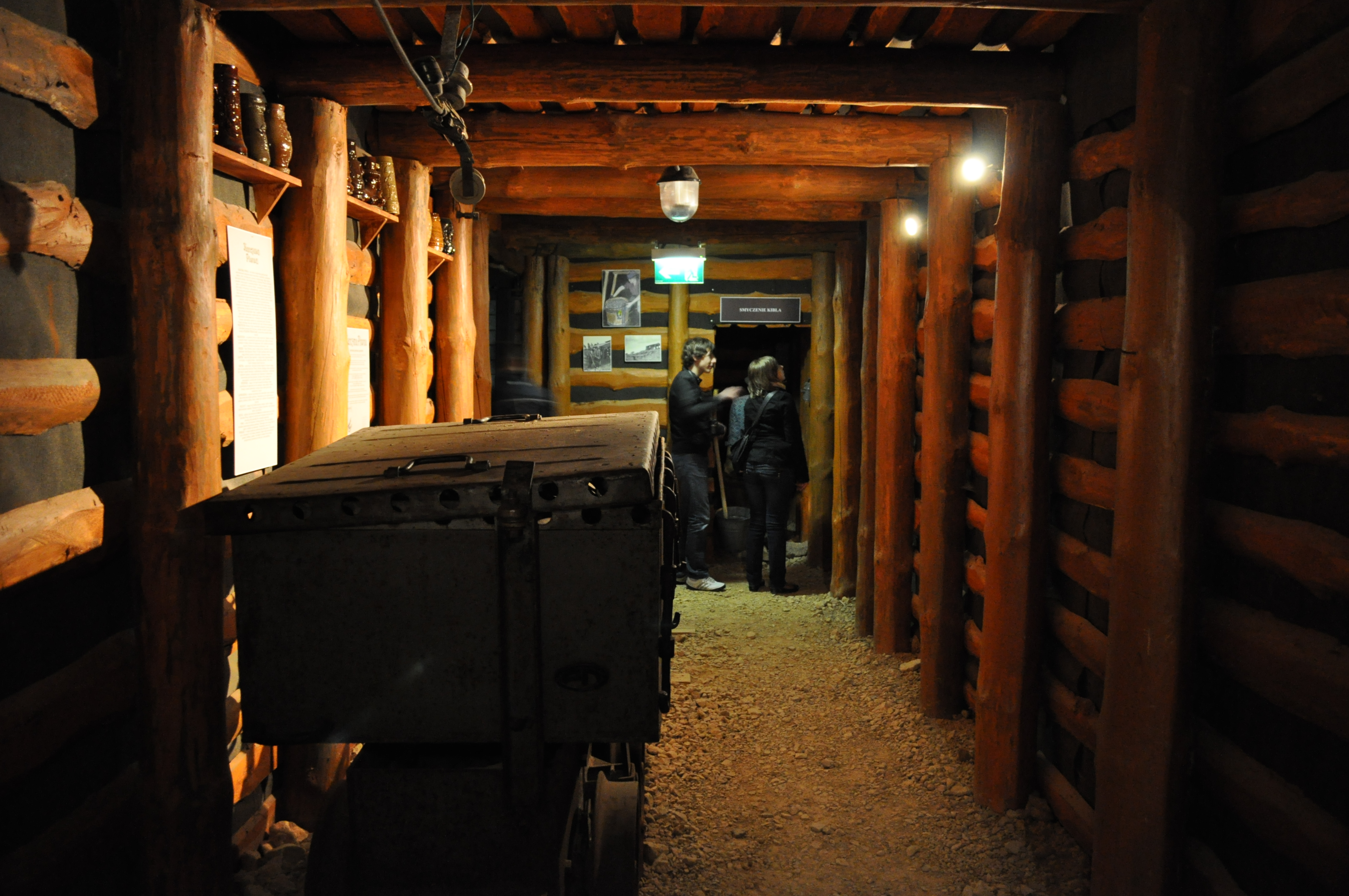
Korytarz w muzeum
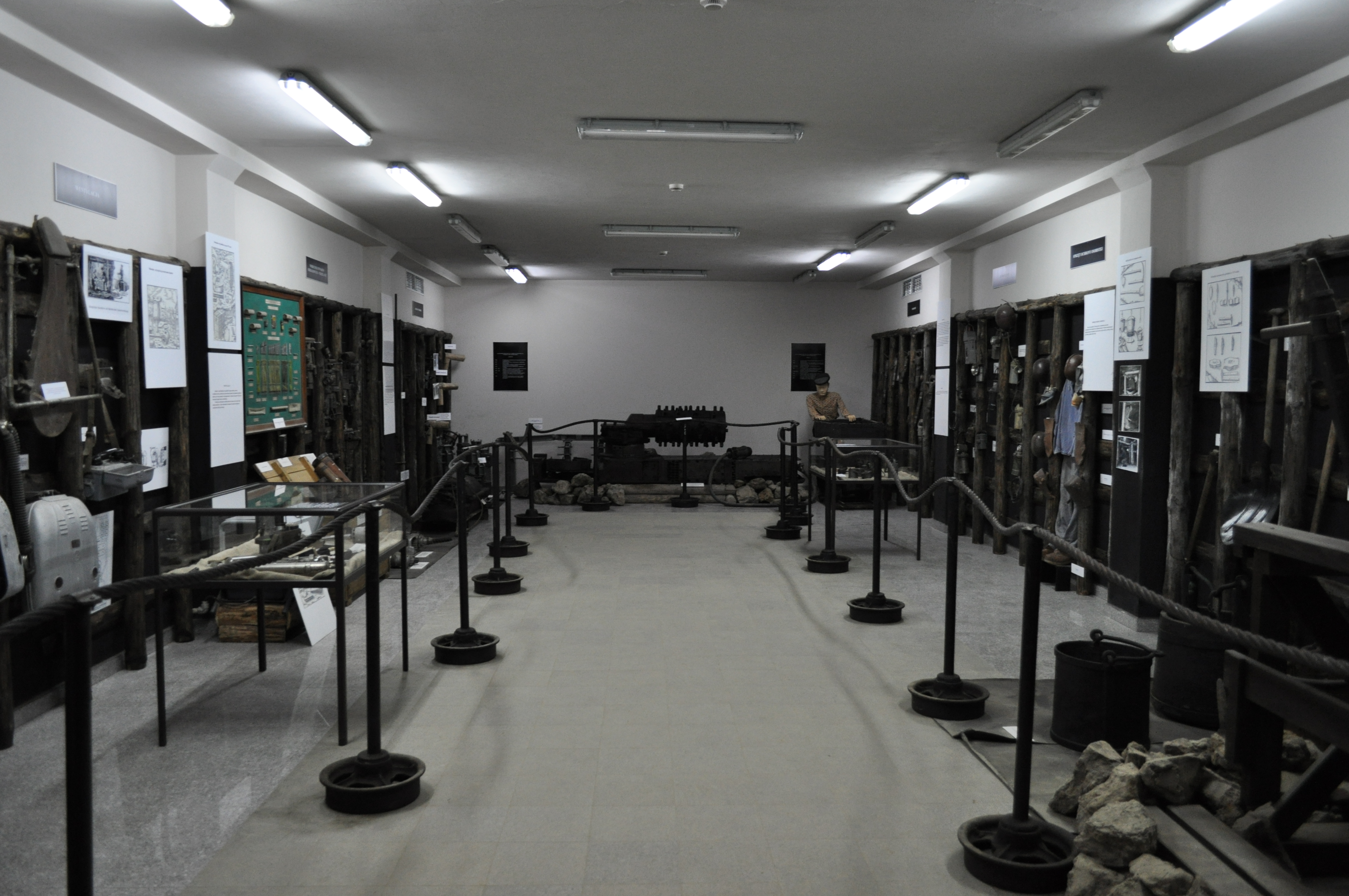
Ekspozycja narzędzi
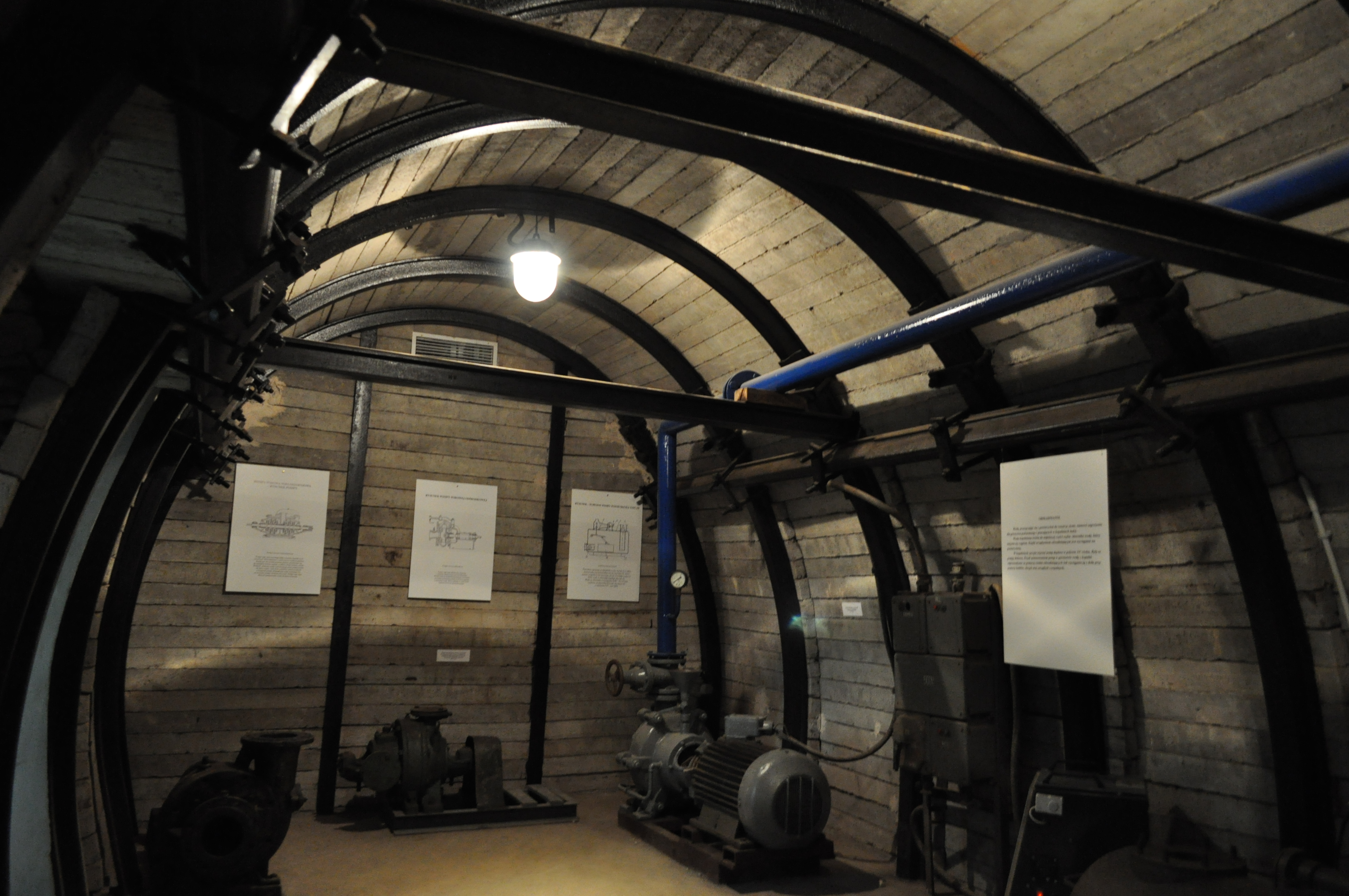
Ekspozycja maszyn górniczych

### Zagroda Włościańska

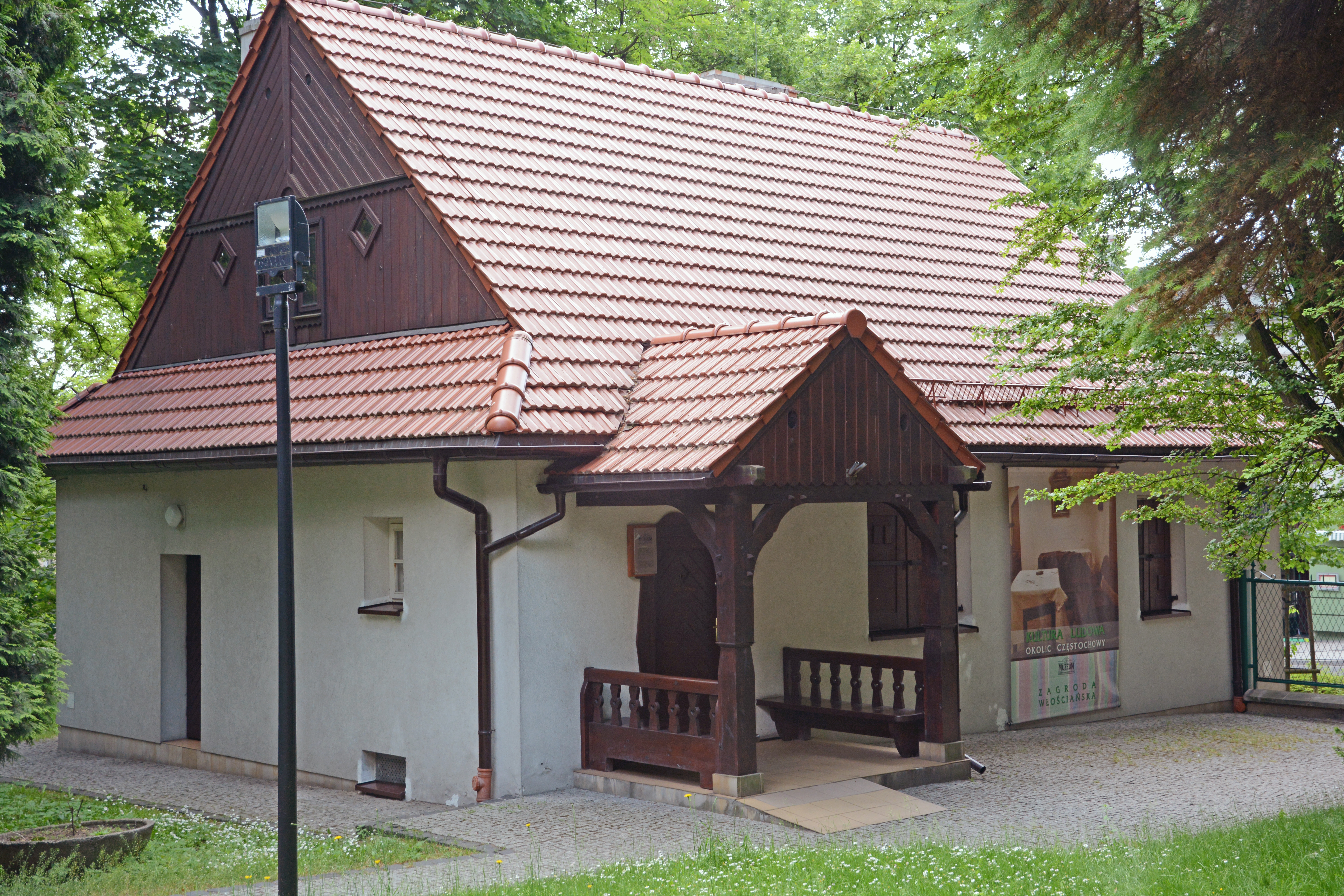
Zagroda Włościańska

Zagroda Włościańska to dawny pawilon Wystawy Przemysłowo-Rolniczej. Wybudowany w latach 1908–1909, przy ulicy 7 Kamienic, jako wzorcowa zagroda włościańska. Obiekt zaprojektowali Zdzisław Kalinowski i Czesław Przybylski.
W 2003 roku zagroda została zabezpieczona przed niszczeniem, a niedługo potem rozpoczął się jej remont kapitalny. Zagroda to budynek z cegły, parterowy, częściowo podpiwniczony z użytkowym poddaszem i dwuspadowym dachem o konstrukcji drewnianej kryty dachówką ceramiczną. Elementy architektoniczne i detale zostały odrestaurowane zgodnie z wytycznymi konserwatora zabytków. Ponadto zachowano elementy urbanistyczne i przestrzenne: bryłę budynku z kształtem dachu i gankiem wejściowym, układ łukowych sklepień ceglanych nad pomieszczeniami piwnicznymi, bez zmian pozostawiono historyczny układ rzutu budynku.

### Kamienica Mieszczańska. Muzeum Żydów Częstochowian

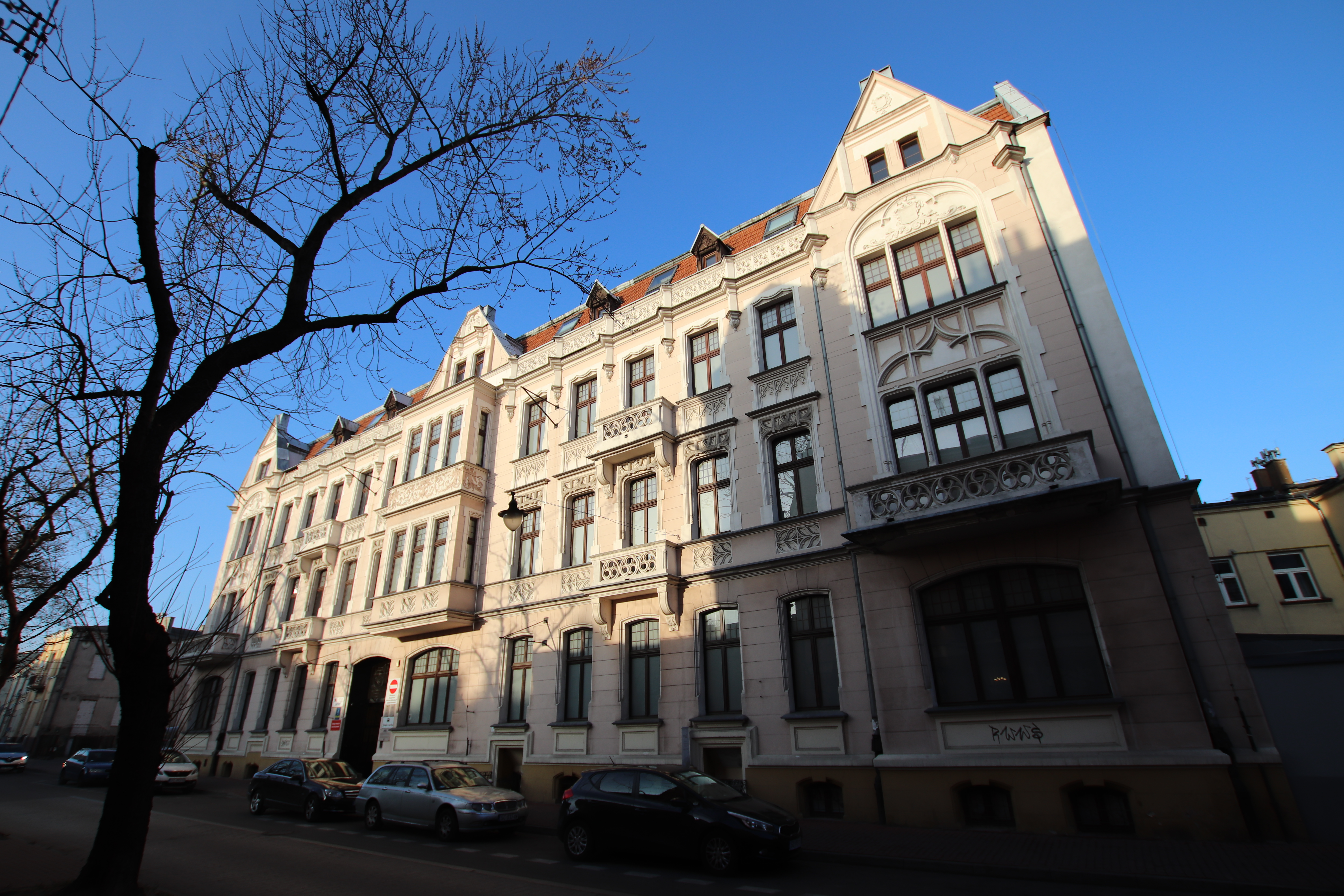
Kamienica przy ul. Katedralnej 8

Zabytkowa kamienica przy ul. Katedralnej 8 o elementach neobarokowych, wybudowana na początku XX w. (przed 1914). Dwupiętrowy obiekt z mieszkalnymi suterenami, piętra dziewiętnasto-, parter trzynastoosiowy, z sienią przejazdową na szóstej osi, krytą pozornym sklepieniem odcinkowym z żelaznym żebrowaniem o układzie krzyżowym, z gurtami spływającymi na przyścienne pilastry. Wnętrze częściowo przekształcone, z zachowanymi resztkami sztukaterii. W klatce schodowej drzwi do mieszkań o podziałach płycinowych, z neobarokowymi supraportami. Balustrada schodów neobarokowa, żelazna, o motywach cęgowo-akantowych, od frontu analogiczne balustrady, przy schodkach do suteren. Elewacja frontowa z pozornymi ryzalitami skrajnymi oraz dwukodygnacjowym wykuszem na osi środkowej, ponad którymi trójkątne szczyty z mansardami – boniowana, z dekoracją neogotycką w formie laskowań (obejmujących między innymi okna), sterczyn i fryzów arkadowych, zwieńczona kamienną maswerkową balustradą z takimi też balustradami balkonowymi; w ryzalitach skrajnych, nad oknami drugiego piętra tarcze w otoczeniu motywów akantowych. Brama wjazdowa o kanelowanych węgarach z żelaznymi ochronnymi rozetami i półkolistymi odbojami, w niej drzwi żelazne dwuskrzydłowe z zakratowanymi przezroczami o motywach geometrycznych i maswerkowych z rozetami. Częściowo zachowana pierwotna stolarka. Dach mansardowy z wystawkami. 
W kamienicy prezentowana jest wystawa stała „Żydzi Częstochowianie”. Mieszczą się tu też Dział Archeologii, Dział Przyrody i Ośrodek Dokumentacji Dziejów Częstochowy Muzeum Częstochowskiego.

### Rezerwat Archeologiczny

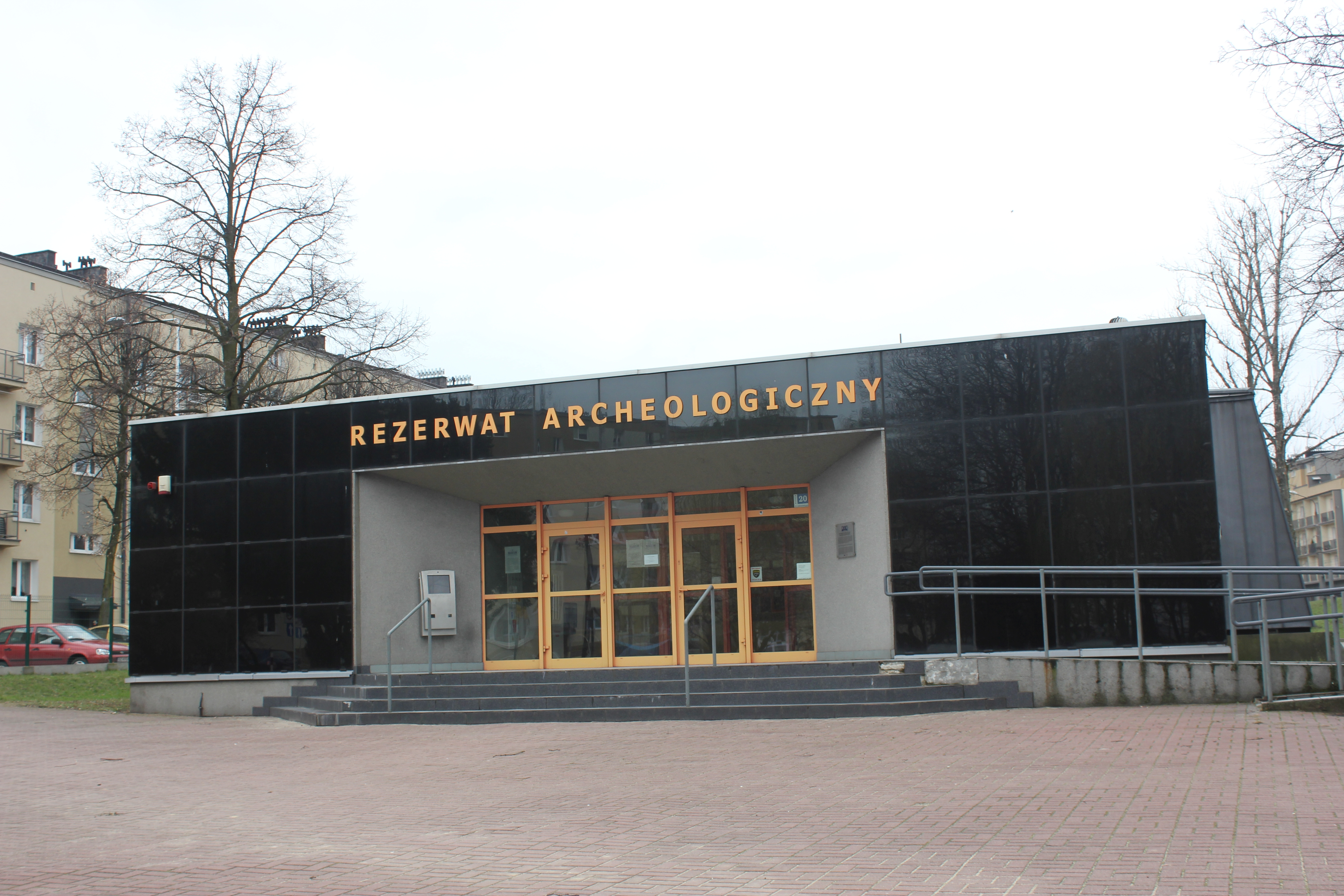
Rezerwat archeologiczny kultury łużyckiej w Częstochowie

Rezerwat Archeologiczny, ul. Łukasińskiego 20 – nowoczesny obiekt Muzeum Częstochowskiego, zlokalizowany w dzielnicy Raków, gdzie w 1955 roku odkryto cmentarzysko ludności kultury łużyckiej, na którym w latach 1955 i 1960–1961 przeprowadzono badania archeologiczne. Nad fragmentem tego stanowiska w 1965 roku wzniesiono pawilon Rezerwatu Archeologicznego, przebudowany i zmodernizowany w latach 2001–2004. 
Dzisiaj Rezerwat mieści zachowany in situ fragment cmentarzyska z ok. 750–550 roku p.n.e., na którym odsłonięto 85 pochówków, w tym 44 groby szkieletowe i 25 grobów ciałopalnych jamowych. Znaleziono w nich ceramikę, ozdoby, narzędzia i broń, przedstawiające ludność kultury łużyckiej, jej podstawy gospodarcze, wytwórczość, jak również obrzędy pogrzebowe, które prezentowane są na stałej wystawie „Z mroku dziejów”. 
W roku 2014 dzięki funduszom Ministerstwa Kultury i Dziedzictwa Narodowego oraz Urzędu Miasta Częstochowy przeprowadzono kolejną modernizację rezerwatu, przystosowując go do potrzeb osób niepełnosprawnych, w tym osób niewidomych i słabowidzących. Obiekt posiada specjalną makietę tyflograficzną cmentarzyska oraz przewodnik zapisany alfabetem Braille`a.

### Dom Poezji – Muzeum Haliny Poświatowskiej
Dom Poezji – Muzeum Haliny Poświatowskiej, ul. Jasnogórska 23 – budynek zamieszkiwany po wojnie przez poetkę Halinę Poświatowską wraz z rodziną. W 2006 roku obiekt po kapitalnym remoncie został przekazany przez inwestora Muzeum Częstochowskiemu. 9 maja 2007 roku otwarto tutaj wystawę stałą, poświęconą życiu i twórczości literackiej Haliny Poświatowskiej.

### Multicentrum „Zodiak”

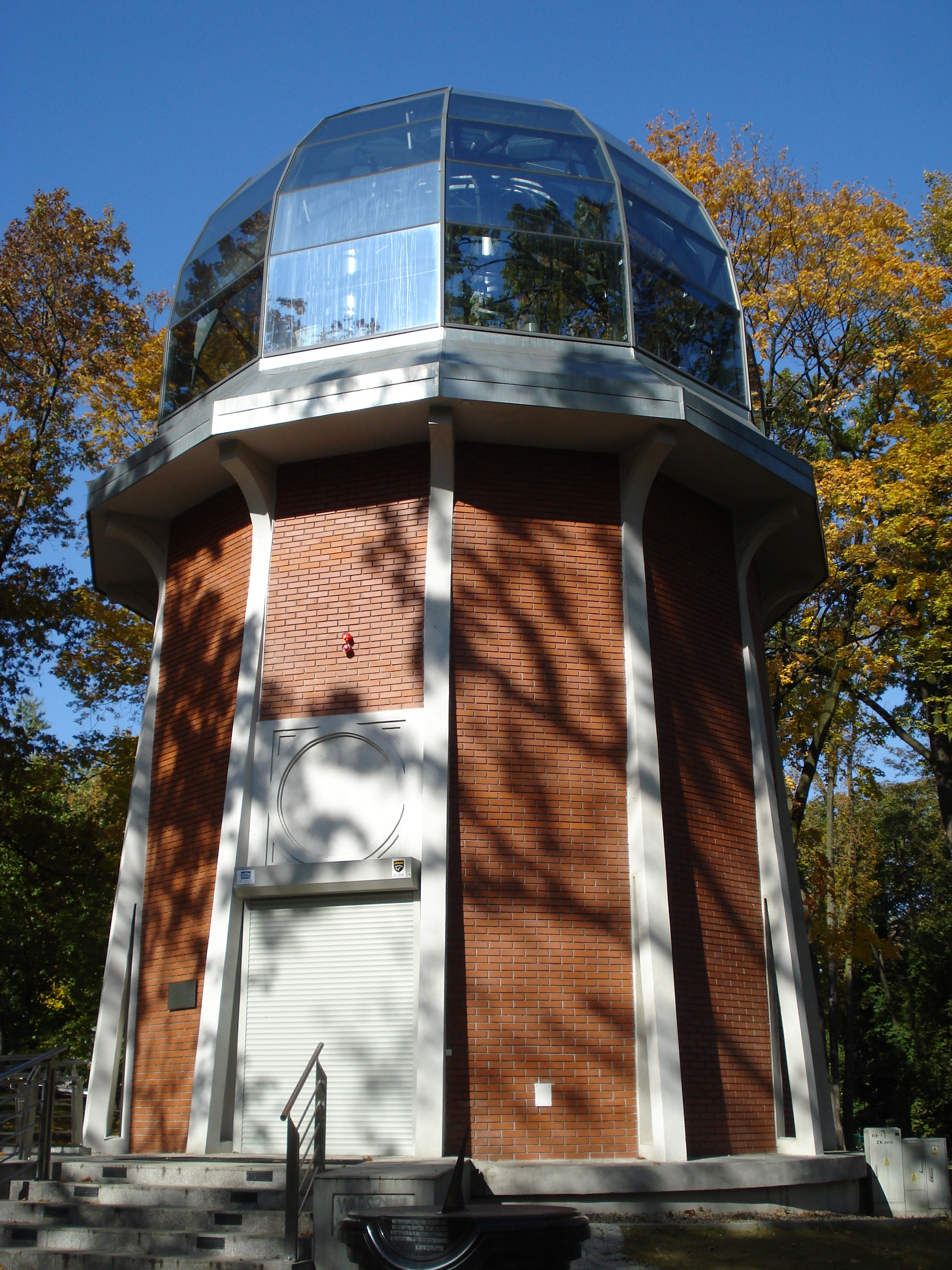
Budynek byłego pawilonu wystawowego Towarzystwa Akcyjnego Zawiercie, późniejsze obserwatorium astronomiczne, obecnie centrum edukacji najmłodszych ZODIAK

Obiekt Muzeum Częstochowskiego w Parku Staszica, zbudowany według projektu Władysława Jabłońskiego w 1909 roku, z okazji Wystawy Przemysłu i Rolnictwa; dawny Pawilon Towarzystwa Akcyjnego Zawiercie. Budynek modernistyczny o konstrukcji żelbetowej, zbudowany na planie koła, opięty wysmukłymi przyporami, nakryty półkolistą kopułą. W okresie międzywojennym zaadaptowany na obserwatorium astronomiczne. W wyremontowanym budynku, w 2010 roku urządzono interaktywny świat zabawy i nauki dla dzieci i młodzieży. Podczas zajęć edukacyjnych ZODIAK oferuje swoim użytkownikom dostęp do wielu stanowisk nauk technicznych, grafiki komputerowej, muzyki, nauki języka angielskiego oraz klocków K`Next, które łączą w sobie cechy tradycyjnego budowania z klocków z tworzeniem ruchomych, przestrzennych konstrukcji. Duża różnorodność proponowanych urządzeń sprawia, że nauka w ZODIAKU staje się nie tylko interesująca, ale i przyjemna.